# Наїф аль-Хадхрамі
Наїф Абдулрахім аль-Хадхрамі (араб. نايف عبدالرحيم الحضرمي, нар. 18 липня 2001, Доха) — катарський футболіст, нападник клубу «Ар-Райян» і національної збірної Катару.

## Клубна кар'єра
Народився 18 липня 2001 року в Досі.
У дорослому футболі дебютував 2019 року виступами за команду «Ар-Райян».

## Виступи за збірні
2021 року залучався до складу молодіжної збірної Катару. На молодіжному рівні зіграв у 6 офіційних матчах.
2022 року дебютував в офіційних матчах у складі національної збірної Катару. Того ж року був включений до заявки команди на домашній для неї тогорічний чемпіонат світу.